# ماسازومی اوزاوا
ماسازومی اوزاوا (انگلیسی: Masazumi Ozawa؛ زادهٔ ۲۵ نوامبر ۱۹۶۵) تهیه‌کننده موسیقی، آهنگساز، و گیتارنواز اهل ژاپن است.